# Rimforsa silo

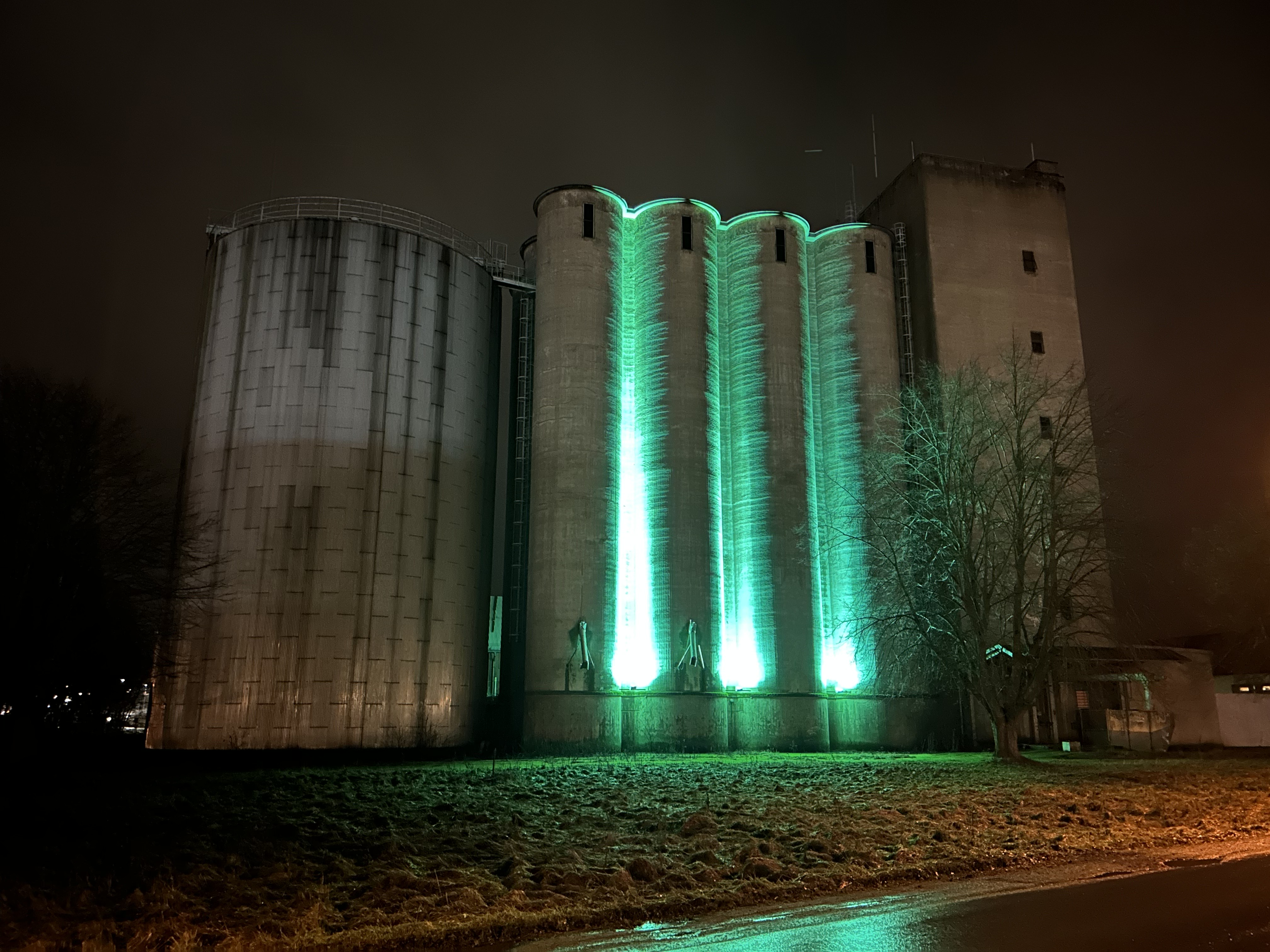
Rimforsa Silo nattetid.

Rimforsa silo är en silo i Rimforsa mellan Stångådalsbanan och Riksväg 23/34. 

## Historik
År 1944 öppnade Östgötalantmännens Centralförening sin verksamhet i Rimforsa. Det uppfördes en magasinsbyggnad utmed järnvägen innehållande träfickor och tork med mindre kapacitet. Från denna byggnad distribuerades sedan kraftfoder och gödningsämnen med mera till föreningens medlemmar i orten.
Den ursprungliga cementsilon uppfördes 1958 och togs i bruk 1960. Silon kunde då lagra cirka 13 800 ton vete och med mottagningskapaciteten på 80 ton per timme och en torkningsförmåga på 28 ton per timme. 1966 uppfördes en ny plåtsilo precis intill cementsilon som kunde lagra 4 000 ton spannmål. Samma år byggdes även ett plåtmagasin intill den ursprungliga cementsilon för förvaring av fodervaror.  
Silon drevs av Lantmännen fram till mitten av 1990-talet, varefter den fram till mitten av 00-talet användes för EU:s interventionslager. Denna användning minskade senare under 00-talet på grund av avreglering, slopade subventioner och ett närmande mellan EU-marknaden och världsmarknaden. Silon såldes 2008 till lokala mjölkbönder som använt delar av anläggningen för spannmålslagring, vissa delar varit uthyrda som lagerlokal, medan vissa delar stått oanvända med underhållsbehov. Delar av taket hyrs ut till mobiltelefonbolag.
| År   | Lagrad säd |
| ---- | ---------- |
| 1985 | 3 000 ton  |
| 1986 | 3 600 ton  |
| 1987 | 5 000 ton  |

## Framtid
I en fördjupad översiktsplan för Rimforsa från 2018 angavs som en viljeinriktning att utveckla silobyggnaden för att göra den till ett positivt landmärke för Rimforsa. Samma år försågs byggnaden med ljusslingor som juldekoration men som även kan ge belysning av annan karaktär. 
I Kinda Kommuns senaste översiktsplan från vintern 2022 framgår det att kommunen fortsatt vill fortsätta på detta spår och göra silon till ett positivt kulturhistoriskt landmärke för Rimforsa. Förslag på användningsområden är bostäder och/eller verksamheter.
Bland befolkningen är silons närvaro efter dess avveckling omdiskuterad. Vissa vill som kommunen, att man ska utveckla den till ett positivt landmärke för Rimforsa, medan andra vill riva den med motiveringen att den är ful och ger ett motbjudande intryck för förbipasserande. 